# Alicún
Alicún község Spanyolországban, Almería tartományban. Lakosainak száma 215 fő (2024).

## Földrajza
Alicún Alhama de Almería, Huécija és Terque községekkel határos.

## Népesség
A település lakosságának változását az alábbi diagram mutatja:
| Lakosok száma | 235  | 247  | 258  | 254  | 278  | 239  | 217  | 206  | 204  | 215  |
|               | 2001 | 2004 | 2006 | 2009 | 2011 | 2014 | 2016 | 2019 | 2021 | 2024 |